# Franklin (Schiff, 1944)
Die USS Franklin (CV-13) war ein Flugzeugträger der Essex-Klasse. Das Schiff, das die Tradition des Namens USS Franklin in der United States Navy fortführte, war von Januar 1944 bis Februar 1947 im Dienst bei der Flotte. Der Träger wurde im Pazifikkrieg zweimal schwer beschädigt. Im Oktober 1944 stürzten sich zwei Kamikazeflieger auf die Franklin, wobei 56 Seeleute starben. Nach den Reparaturarbeiten folgte am 19. März 1945 ein weiterer Angriff. Es starben 743 Seeleute, nachdem zwei japanische Bombentreffer zu schweren Explosionen und Bränden an Bord geführt hatten. Dies waren die schwersten Verluste, die ein amerikanischer Flugzeugträger während des Zweiten Weltkriegs erlitt. Die notwendigen Reparaturen dauerten bis weit nach Kriegsende. Auf Grund der Umstände wurde die Franklin nicht wieder eingesetzt.

## Technik
Für ausführliche Angaben zur Technik, siehe den Klassenartikel unter Essex-Klasse (1942)
Die USS Franklin gehörte zur ersten Gruppe der Essex-Klasse, den sogenannten „short hull“-Schiffen. Der Rumpf war in der Konstruktionswasserlinie 250,1 Meter lang und 28,4 Meter breit, die Länge über alles betrug 267,2 Meter, die maximale Breite des Flugdecks belief sich auf 45 Meter. Der ursprüngliche Tiefgang von 7 Metern vergrößerte sich später auf 8,7 Meter. Die Panzerung betrug 102 mm an der Wasserlinie, 38 mm auf dem Flugdeck und 76 mm auf dem Hangardeck.
Der Dampf für die vier Getriebeturbinen, die die vier Propeller antrieben, wurde in acht Kesseln mit 454 °C Dampftemperatur und 39 bar Druck erzeugt. Die Gesamtleistung des Antriebs betrug 110 MW, die Höchstgeschwindigkeit der Franklin lag bei 33 Knoten, die Reichweite mit den 6161 Tonnen Treibstoff an Bord lag zwischen 4100 Seemeilen bei Höchstgeschwindigkeit und 16.900 Seemeilen bei 15 Knoten.
An Bord des Trägers konnten bis 100 Flugzeuge mitgeführt werden. Im Oktober 1944 befand sich der Carrier Air Wing 13 mit 31 Grumman-F6F-Jagdflugzeugen, 31 Curtiss-SB2C-Sturzkampf- und 18 Grumman-TBM-Torpedobombern an Bord. Im März 1945 kam der Carrier Air Wing 5 an Bord, die Luftgruppe bestand dann aus 32 Chance-Vought-F4U-Jägern, vier F6F-5N-Nachtjägern, zwei F6F-5P-Aufklärungsflugzeugen, 15 SB2C-Sturzkampf- und 15 TBM-Torpedobombern.
Die Franklin war mit zwölf 127-mm-Geschützen ausgerüstet, acht davon befanden sich in vier Mark-32-Zwillingstürmen an der Insel, die übrigen in Einzellafetten unterhalb des Flugdecks auf der Backbordseite. Zusätzlich waren 32 40-mm-Bofors-Geschütze in acht Vierlingslafetten sowie 46 leichte 20-mm-Oerlikon-Kanonen untergebracht.

## Geschichte

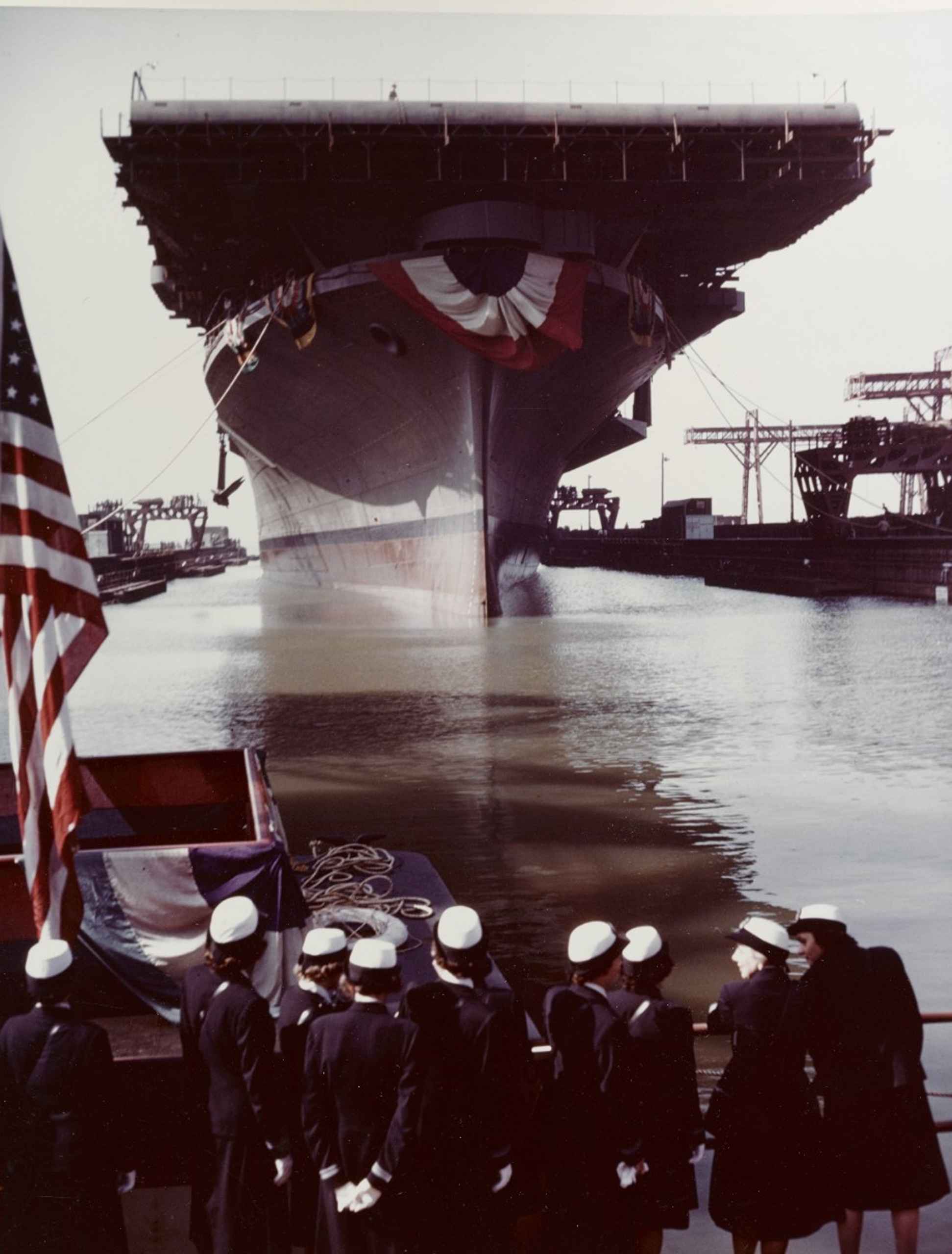
Franklin nach der Schiffstaufe

### Bau und Erprobung
Die Kiellegung der Franklin erfolgte am 7. Dezember 1942, ein Jahr nach dem Angriff auf Pearl Harbor, bei Newport News Shipbuilding in Newport News, Virginia. Nach zehneinhalb Monaten Bauzeit wurde der Flugzeugträger nach der Taufe durch Mildred H. McAfee, der Kommandantin des Women Accepted for Volunteer Emergency Service (WAVES), am 14. Oktober 1943 aus dem Trockendock ausgeschwommen. Die Indienststellung erfolgte nach weiteren Ausrüstungsarbeiten am 31. Januar 1944.
Die erste Erprobungsfahrt führte den Träger in die Karibik nach Trinidad. Nach Abschluss der Erprobungen durchquerte er dann den Panamakanal und schloss sich in San Diego der Task Group 27.7 an, um erste Einsatzübungen zu absolvieren.

### 1944
Im Juni 1944 brach die Franklin in den Westpazifik auf und fuhr über Pearl Harbor nach Eniwetok, wo sie sich der Fast Carrier Task Force als Teil der Task Group 58.2 anschloss. Am 30. Juni bombardierten Trägerflugzeuge der Franklin während der Schlacht um die Marianen-Inseln japanische Flugfelder und Hafenanlagen auf den Ogasawara-Inseln. Am 4. Juli flogen die Flugzeuge weitere Angriffe auf Iwojima, Chichi-jima und Haha-jima, um japanische Verstärkungen auszuschalten. Zwei Tage später begannen Luftangriffe auf Guam und Rota als Vorbereitung für die am 21. Juli stattfindenden amphibischen Landungsoperationen der US-Marines. Während der Landungsoperation flogen die Flugzeuge des Trägers Luftnahunterstützungseinsätze. Nach einem kurzen Tankstopp auf Saipan lief die Task Group 58.2 zu einem Angriff auf Palau aus, der am 25. und 26. Juli stattfand und bei dem mehrere Flugplätze und Häfen beschädigt bzw. zerstört wurden. Zwei Tage später brach der Träger nach Saipan auf, wo er am folgenden Tag der Task Group 58.1 zugeteilt wurde. Anfang August nahm er dann erneut an einem Angriff gegen die Ogasawara-Inseln teil, bei dem erneut Flugfelder und Schiffe angegriffen wurden.

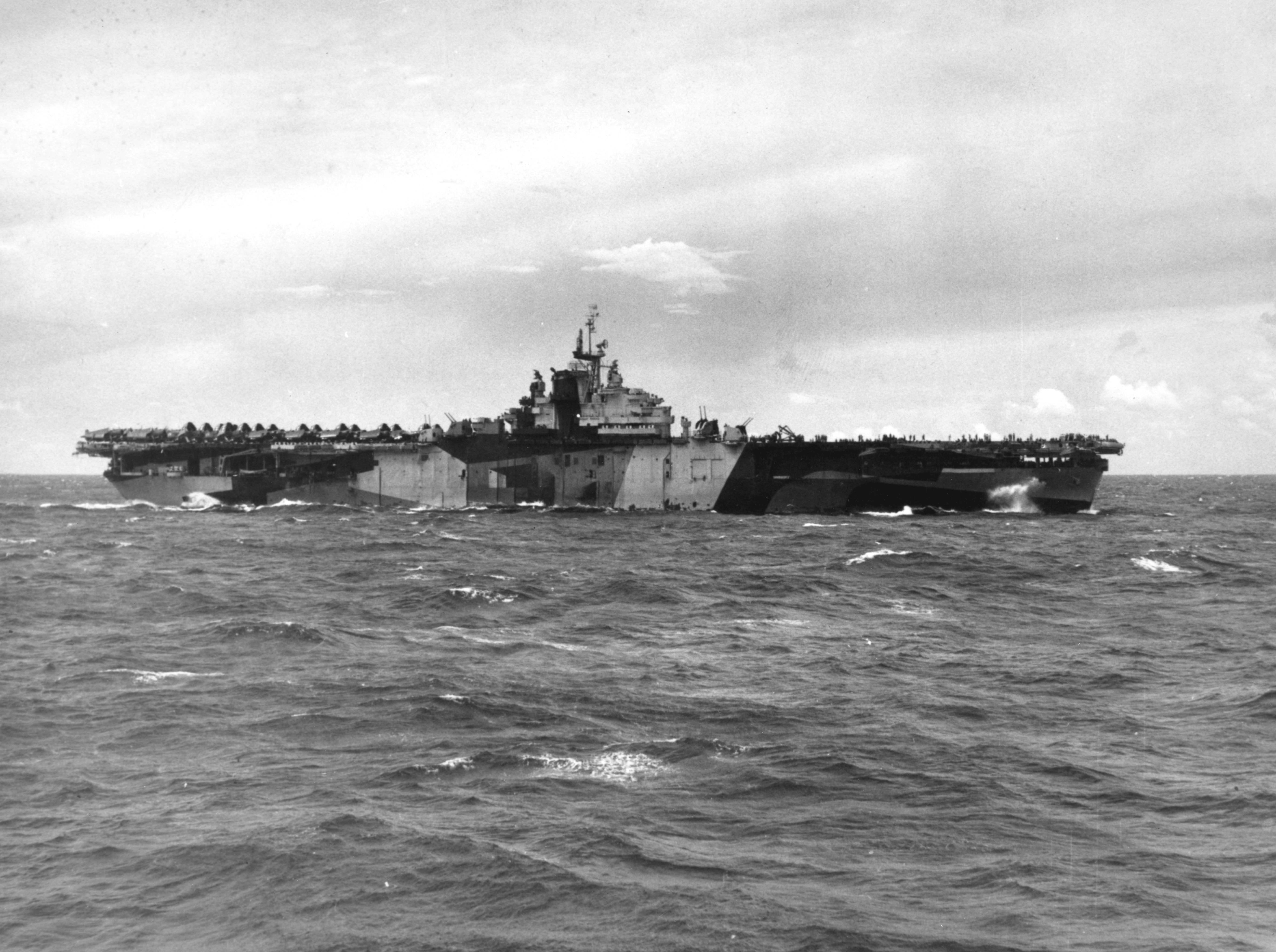
Die Franklin am 1. August 1944

Vom 9. bis zum 28. August wurde die Franklin im Eniwetok-Atoll überholt und gewartet, im Anschluss lief sie dann zusammen mit der Enterprise und den leichten Flugzeugträgern Belleau Wood und San Jacinto zu einem weiteren Angriff gegen die Ogasawara-Inseln aus. Bei den Luftangriffen zwischen dem 31. August und dem 2. September wurden mehrere Schiffe versenkt und etliche japanische Flugzeuge zerstört.
Nachdem der Träger auf Saipan erneut gebunkert hatte, lief er als Teil der Task Group 38.1 nach Yap, wo vom 3. bis zum 6. September Luftangriffe gegen japanische Stellungen geflogen wurden. Am 15. September lieferten Flugzeuge der Franklin Luftnahunterstützung für die landenden Truppen während der Schlacht um Peleliu. Auf dem Weg nach Palau wurde auf Manus gebunkert. Die Franklin, nun Flaggschiff der Task Group 38.4, begann am 9. Oktober zusammen mit anderen Flugzeugträgern die Luftangriffe für die Vorbereitung der Landung auf Leyte. Am 13. Oktober wurde sie nur knapp von zwei Torpedos und einem japanischen Kamikazeflugzeug verfehlt. Am folgenden Tag wurden die Angriffe auf japanische Stellungen auf den Philippinen verstärkt. Am 16. Oktober traf eine Bombe eines japanischen Bombers den äußeren Aufzug der Franklin und tötete drei Besatzungsmitglieder. Am 19. Oktober griffen die Flugzeuge des Trägers rund um die Manilabucht an. Am folgenden Tag, während der ersten amphibischen Landungen auf Leyte, operierten die Trägerflugzeuge gegen japanische Flugplätze rund um die Landezone.

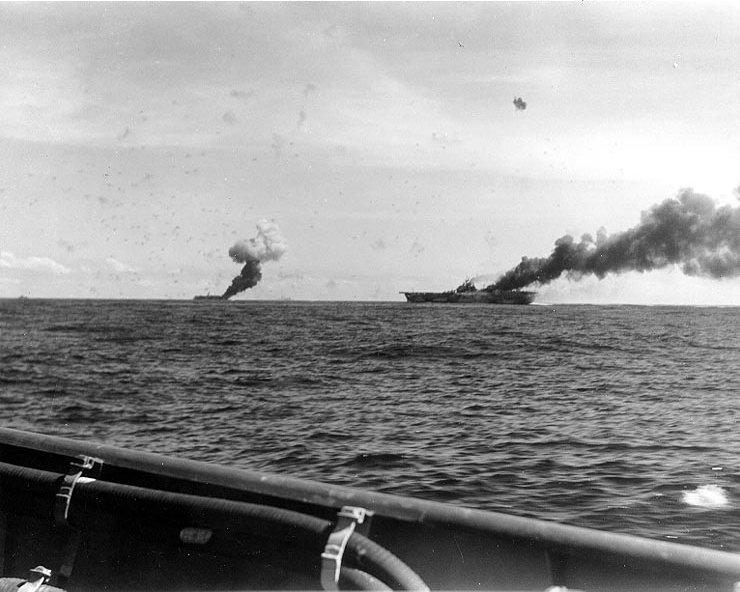
Franklin (rechts) und Belleau Wood brennend nach den Kamikazetreffern

Am Morgen des 24. Oktobers waren Flugzeuge der Franklin während der Schlacht in der Sibuyan-See an der Versenkung des japanischen Schlachtschiffs Musashi beteiligt, tags darauf an der Beschädigung der Chiyoda und der Versenkung der Zuihō während der Schlacht vor Kap Engaño. Am 27. Oktober nahm die Franklin nach einer kurzen Pause die Operationen im Gebiet um Leyte wieder auf. Am 30. Oktober befand sich der Träger, zusammen mit anderen Schiffen der Task Group 38.4, etwa 1600 Kilometer vor der Küste Samars, als der Verband von mehreren japanischen Flugzeugen angegriffen wurde. Drei Kamikaze stürzten sich auf die Franklin. Die erste Maschine traf den Flugzeugträger auf der Steuerbordseite, während die zweite das Flugdeck durchschlug und im Hangardeck explodierte. Das dritte Flugzeug verfehlte die Franklin, schlug aber auf der Belleau Wood ein. Auf der Franklin starben 56 Seeleute, 60 wurden verletzt. Beide Träger fuhren zum Ulithi-Atoll, wo sie notdürftig repariert wurden. Die Franklin fuhr danach weiter nach Bremerton, wo sie am 28. November eintraf und im Puget Sound Navy Yard grundlegend repariert und überholt wurde.

### 19. März 1945
Die Reparaturarbeiten dauerten bis Ende Januar 1945. Am 2. Februar verließ die Franklin Bremerton zu ersten Erprobungen. Anfang März lief sie dann wieder in Richtung Japan aus und schloss sich am 15. März der Task Force 58 an, um Luftangriffe gegen die japanischen Hauptinseln zu unterstützen. Am Morgen des 19. März befand sie sich nur etwa 50 Seemeilen vor der Küste Honshūs, als die Trägerflugzeuge zu Luftangriffen auf Kōbe starteten.

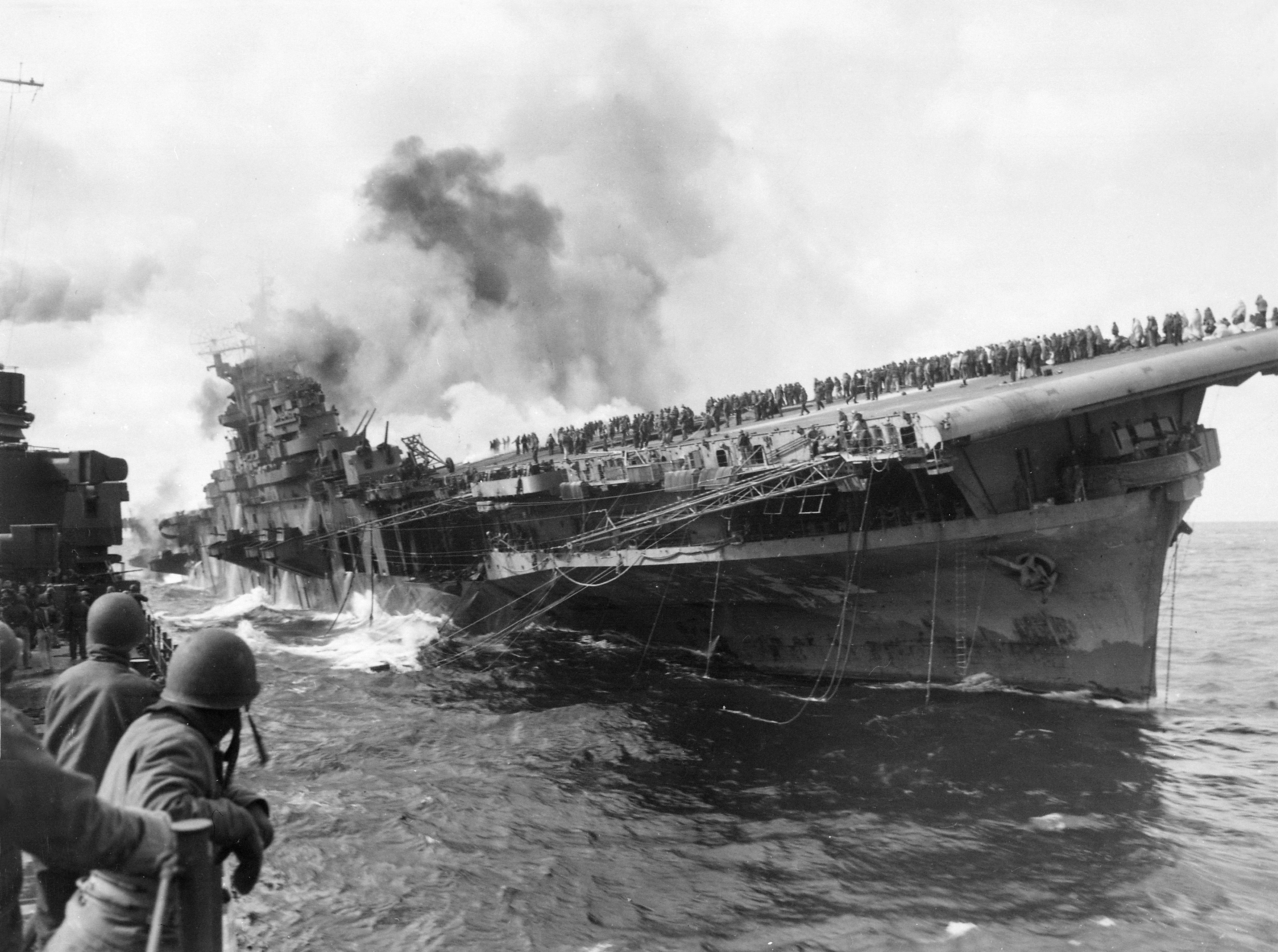
Die Franklin liegt brennend mit schwerer Schlagseite im Wasser

Unbehelligt durch amerikanische Jagdflugzeuge durchbrach ein japanischer Bomber vom Typ Aichi B7A Ryusei ("Grace") die Wolkendecke und stürzte sich auf die Franklin. Das Flugzeug warf zwei panzerbrechende Bomben auf das Flugdeck des Trägers ab, die beide das Deck durchschlugen. Die erste Bombe explodierte unterhalb des Decks im Hangar und zerstörte die Bereitschaftsräume der Piloten, die Operationszentrale des Trägers sowie die Luftüberwachung. Die zweite Bombe explodierte im achteren Hangardeck und setzte Bomben, Raketen und Treibstoff in Brand.
Durch die Explosionen fielen die Kessel und Turbinen und damit auch die Elektrizität an Bord aus. Die Franklin lag antriebslos im Wasser und bekam durch die Massen des an Bord gepumpten Löschwassers schnell 13 Grad Schlagseite nach Steuerbord. Auch die elektrischen Kommunikationssysteme an Bord waren ausgefallen, was die Koordinierung der Löscharbeiten nahezu unmöglich machte. Durch die Explosionen und das Feuer an Bord starben 724 Seeleute, 264 wurden verwundet. Der Kreuzer Santa Fe eilte zu Hilfe und unterstützte die Mannschaft des Flugzeugträgers bei den Löscharbeiten. Auch nahm die Santa Fe viele Verwundete an Bord, ebenso Besatzungsmitglieder, die an Bord des Trägers nicht helfen konnten. An Bord der Franklin blieb nur eine Kernbesatzung von etwa 700 Seeleuten zurück, die versuchte, die Maschinenanlagen wieder in Gang zu setzen, nachdem die Feuer gelöscht waren und der Träger vom Kreuzer Pittsburgh in Schlepp genommen wurde.

### Reparatur

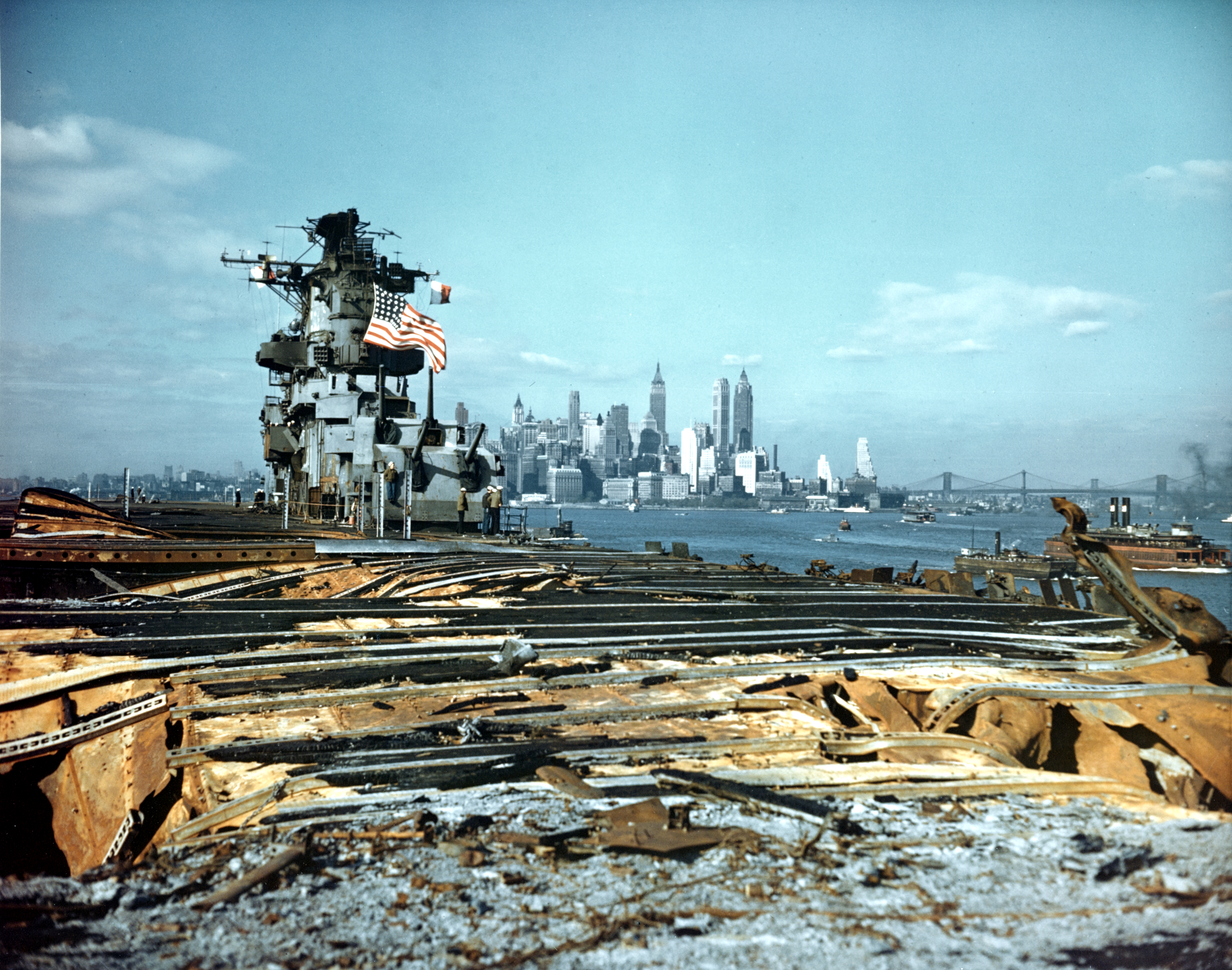
Das zerstörte Flugdeck der Franklin, im Hintergrund die Skyline von Manhattan

Der Besatzung gelang es, den Antrieb zu reaktivieren, so dass die Franklin das Ulithi-Atoll aus eigener Kraft anlaufen konnte. Von dort aus fuhr sie nach Pearl Harbor, wo das Schiff provisorisch repariert wurde. Von Hawaii aus fuhr der Träger nach New York City, wo er am 28. April eintraf. Am folgenden Tag ging er im New York Navy Yard in Brooklyn ins Trockendock. Um die schweren Schäden am Träger zu beheben, wurden die gesamten Aufbauten oberhalb des Hangardecks demontiert und neu aufgebaut. Zum Ende des Zweiten Weltkriegs waren die Arbeiten noch nicht abgeschlossen, diese wurden jedoch bis Anfang 1946 beendet.

### Verbleib
Im April 1946 entschied die Führung der Marine, die Franklin der Reserveflotte zuzuteilen, da sie sich wegen der Reparatur in einem sehr guten Zustand befand. In Bayonne, New Jersey eingemottet wurde sie am 1. Oktober 1952 zum Angriffsträger (CVA-13) umklassifiziert, am 8. August 1953 zum U-Jagdträger (CVS-13) und am 15. Mai 1959 zum Trainings-Flugzeugträger (AVT-8). Die Franklin wurde jedoch nie wieder aktiv eingesetzt. Am 1. Oktober 1964 wurde sie aus dem Schiffsregister gestrichen und zur Verschrottung freigegeben. Nachdem sie schon an die Peck Iron and Metal Company in Portsmouth, Virginia, verkauft worden war, benötigte die US-Marine die vier Turbogeneratoren der Franklin als Ersatzteile und erwarb sie zurück. Am 27. Juli 1967 wurde sie dann endgültig an die Portsmouth Salvage Company in Chesapeake verkauft, wo sie in der Folgezeit komplett abgebrochen wurde.

### Auszeichnungen
Die Franklin erhielt vier Battle Stars für ihren Einsatz im Pazifik, Marinekaplan Joseph T. O’Callahan und Lieutenant Donald A. Gary wurden für ihren heldenhaften Einsatz am 19. März 1945 mit der Medal of Honor ausgezeichnet.